# Hydriomena scalata
Hydriomena scalata là một loài bướm đêm trong họ Geometridae.